# Episodi di Sabrina, vita da strega (settima stagione)
La settima e ultima stagione della serie televisiva Sabrina, vita da strega fu trasmessa negli Stati Uniti dalla WB tra il 20 settembre 2002 e il 24 aprile 2003. Fu trasmessa in Italia, su Italia 1, dal 6 al 28 maggio 2004.
L'episodio 7x16 è conosciuto anche con il titolo La ficcanaso, che è anche un episodio della sesta stagione.
| nº | Titolo originale                      | Titolo italiano                      | Prima TV USA      | Prima TV Italia |
| -- | ------------------------------------- | ------------------------------------ | ----------------- | --------------- |
| 1  | Total Sabrina Live!                   | Sabrina dal vivo                     | 20 settembre 2002 | 6 maggio 2004   |
| 2  | The Big Head                          | La grande testa                      | 27 settembre 2002 | 7 maggio 2004   |
| 3  | Call Me Crazy                         | Chiamatemi pazza                     | 4 ottobre 2002    | 10 maggio 2004  |
| 4  | Shift Happens                         | Scambio di personalità               | 11 ottobre 2002   | 11 maggio 2004  |
| 5  | Free Sabrina                          | Sabrina libera                       | 18 ottobre 2002   | 12 maggio 2004  |
| 6  | Sabrina Unplugged                     | Sabrina nel computer                 | 1º novembre 2002  | 13 maggio 2004  |
| 7  | Witch Way Out                         | Rinuncia alla magia                  | 8 novembre 2002   | 14 maggio 2004  |
| 8  | Bada-Ping                             | Salto nel futuro                     | 15 novembre 2002  | 17 maggio 2004  |
| 9  | It's a Hot, Hot, Hot, Hot Christmas   | Un caldo, caldo Natale               | 6 dicembre 2002   | 18 maggio 2004  |
| 10 | Ping, Ping a Song                     | Saranno famose                       | 10 gennaio 2003   | 19 maggio 2004  |
| 11 | The Lyin', the Witch and the Wardrobe | La bugiarda, la strega e la stilista | 17 gennaio 2003   | 20 maggio 2004  |
| 12 | In Sabrina We trust                   | Fiducia in Sabrina                   | 24 gennaio 2003   | 21 maggio 2004  |
| 13 | Sabrina in Wonderland                 | Sabrina nel paese delle meraviglie   | 31 gennaio 2003   | 24 maggio 2004  |
| 14 | Present Perfect                       | Voglia di perfezione                 | 7 febbraio 2003   | 24 maggio 2004  |
| 15 | Cirque du Sabrina                     | Il circo di Sabrina                  | 14 febbraio 2003  | 25 maggio 2004  |
| 16 | Getting to Nose You                   | Parole d' amore cercasi              | 21 febbraio 2003  | 25 maggio 2004  |
| 17 | Romance Looming                       | Scherzi del destino                  | 27 febbraio 2003  | 26 maggio 2004  |
| 18 | Spelmanian Slip                       | Il lapsus di Sabrina                 | 20 marzo 2003     | 26 maggio 2004  |
| 19 | You Slay Me                           | Un Matrimonio da favola              | 27 marzo 2003     | 27 maggio 2004  |
| 20 | A Fish Tale                           | La storia di un pesce                | 17 aprile 2003    | 27 maggio 2004  |
| 21 | What a Witch Wants                    | Quello che vuole una strega          | 24 aprile 2003    | 28 maggio 2004  |
| 22 | Soul Mates                            | Anime gemelle                        | 24 aprile 2003    | 28 maggio 2004  |

## Un caldo, caldo Natale
- Titolo originale: It's a Hot, Hot, Hot, Hot Christmas
- Diretto da: Melissa Joan Hart
- Scritto da: Dan Kael

### Trama
Leonard un collega di Sabrina, invita lei Roxie e Morgan a Miami per festeggiare il Natale dove incontrano la madre di Roxie, Candy con cui la ragazza ha un pessimo rapporto. Sabrina riesce a farle riappacificare, ma quando la multiproprietà di Leonard viene svaligiata, Sabrina accusa proprio Candy e Roxy ci crede rimanendo di nuovo delusa da sua madre e Sabrina dopo aver scoperto che è innocente deve scagionarla. Nel frattempo, quando Leonard scopre che Sabrina ha portato Salem, le dice di metterlo in una delle gabbie del condominio, dove Salem si lamenta di essere trattato come un animale, e Morgan viene incoronata "Miss Natale Bagnato".

## Fiducia in Sabrina
- Titolo originale: In Sabrina We Trust
- Diretto da: Bill Layton
- Scritto da: Torian Hughes

### Trama
La casa di Sabrina deve subire un controllo sui sistemi magici, e lei cerca di impedire a Morgan e Roxie di scoprirlo. Quando quest'ultima diventa sospettosa, Sabrina usa la sua magia per ottenere la fiducia di Roxie facendole bere una pozione magica. L'incantesimo però va fuori controllo e tutto il vicinato inizia a nutrire una fiducia cieca in Sabrina che diviene cieca, mentre Roxie si fida della protagonista al punto  da mettersi in pericolo di vita certa che lei la salvi. Sabrina deve dimostrare che si fida dei suoi amici per annullare l'incantesimo. Nel frattempo, Salem fa bere a Morgan l'elisir della fiducia e la rende sua schiava.

## Il circo di Sabrina
- Titolo originale: Cirque du Sabrina
- Diretto da: Anson Williams
- Scritto da: Suzanne Gangursky

### Trama
Dopo che ha tentato senza successo di bilanciare i suoi impegni, la stanza di Sabrina si trasforma in un tendone da circo. Dopo aver parlato con il direttore del circo, Sabrina scopre che affinché le cose tornino alla normalità, deve camminare sul filo teso sopra il suo letto fino a trovare l'equilibrio tra il trascorrere il suo tempo con Aaron e i suoi amici.
Sabrina scopre così che Aaron è geloso di Harvey e che quest'ultimo è ancora innamorato di lei. Sabrina quindi usa la magia per far sì che Harvey si disinnamori di lei, ma così facendo si cancella quasi completamente dalla sua memoria e non volendo questo la ragazza annulla l'incantesimo e cerca di affrontare la cosa con Harvey parlando.

## Scherzi del destino
- Titolo originale: Romance Looming
- Diretto da: Melissa Joan Hart
- Scritto da: Nancy Cohen

### Trama
Quando Sabrina salva Morgan da una caduta mortale, affronta l'ira delle dee del destino che controllano la vita delle persone, perché era arrivato il momento di morire per Morgan. Quando le Moire non riescono a ucciderla, decidono di prendersela con Aaron. Quest'ultimo chiede la mano a Sabrina, ma lei sospetta che le Moire lo manipolino.
Nel frattempo, dopo l'esperienza di pre-morte Morgan, decide di unirsi a Roxie per rimanere su una quercia per 24 ore in segno di protesta.